# Comix (logiciel)
Comix est un logiciel libre sous Licence publique générale GNU, destiné à la lecture de bandes dessinées numériques de type Comic book archive sous Linux, *BSD et plus généralement Unix. Il est développé en Python et utilise la boîte à outils GTK+ via PyGTK.
Il permet notamment :
- De lire les archives 7-Zip (.cb7), rar (.cbr) et zip (.cbz) ou tarball (tar.gz et tar.bz2, mais pas tar.xz) ;
- De gérer une bibliothèque
- D'afficher les vignettes et de naviguer dans les pages ;
- D'afficher une ou deux pages simultanément ;
- un « mode manga », permettant de lire les mangas et autres livre écrits de droite à gauche (de la dernière page vers la première) ;
- D'afficher les pages en plein écran, pleine largeur ou pleine page ;
- D'afficher les images et vignettes des livres numériques (.epub) ;
- Une loupe permet de zoomer sur une zone en particulier ;
- Un outil d'amélioration de l'image dynamique (ajustement manuel de la luminosité, du contraste, de la saturation, ou de la netteté, mais également, ajustement automatique du contraste) ;
- D'ajouter des signets ;
- D'annoter et de modifier les archives.

## Abandon et reprise
En 2009, l'équipe de Comix a arrêté son développement, une autre équipe a repris le flambeau sous le nom de MComix.